# 雨のしのび逢い
『雨のしのび逢い』（あめのしのびあい、原題: Moderato cantabile）は、1960年のフランス・イタリア合作の恋愛映画。マルグリット・デュラスの小説『モデラート・カンタービレ』（原題：Moderato Cantabile, 1958年）を原作とし、デュラス本人が脚本を担当している（ジェラール・ジャルロと共同脚本）。また、本作の演技でジャンヌ・モローが第13回カンヌ国際映画祭女優賞を受賞している。

## ストーリー
海辺の田舎町。アンヌ・デバレードは、裕福な夫と幼い息子と共に檻のような鉄柵で囲われた豪邸で暮らしていた。しかし、夫との仲は冷め切っており、退屈で刺激のない日常に飽き飽きしていた。そんなある日、町で痴情のもつれと思われる殺人事件が起きる。事件現場を覗いたアンヌは、死んだ女を愛おしく抱きしめる殺人犯の男の姿に衝撃を受ける。事件が気になるアンヌは翌日、事件の起きたバーに行く。そこで夫の工場で働いているという青年ショーヴァンに声をかけられる。

## キャスト
※括弧内は日本語吹替（初回放送1969年6月7日『土曜映画劇場』）
- アンヌ・デバレード: ジャンヌ・モロー（楠侑子）
- ショーヴァン: ジャン＝ポール・ベルモンド（前田昌明）
- バーの主人: パスカル・ド・ボワッソン（フランス語版）
- デバレード氏: ジャン・デシャン（フランス語版） - アンヌの夫。
- ピエール・デバレード: ディディエ・オードパン（フランス語版）（太田淑子） - アンヌの息子。
- ジロー先生: コレット・レジス（フランス語版）（河村久子） - ピエールのピアノ教師。